# Лук тычиночный
Лук тычиночный (лат. Allium stamineum) — многолетнее травянистое растение, вид рода Лук (Allium) семейства Луковые (Alliaceae).

## Распространение и экология
В природе ареал вида охватывает Переднюю Азию (без Аравийского полуострова).
Произрастает по горным степям.

## Ботаническое описание
Луковица яйцевидная, диаметром 1—1,5 см, наружные оболочки сероватые или черноватые, бумагообразные, почти без жилок, оболочки замещающей луковицы без заметных жилок. Стебель высотой 20—30 см, до двух третей одетый гладкими влагалищами листьев.
Листья в числе 2—4, полуцилиндрические, шириной около 1 мм, гладкие, бороздчатые, длиннее зонтика.
Зонтик коробочконосный, пучковатый или чаще пучковато-полушаровидный, обычно многоцветковый. Цветоножки неравные в 2—5 (до 9) раз длиннее околоцветника, при основании с прицветниками. Листочки колокольчатого околоцветника розовые, с грязно-пурпурной жилкой, эллиптически-продолговатые, тупые, с закруглённой верхушкой, длиной 4 мм, наружные лодочковидные, немного короче внутренних. Нити тычинок на четверть или, реже, на половину длиннее листочков околоцветника, на одну пятую между собой и с околоцветником сросшиеся, шиловидные, пурпурные; пыльники жёлтые; Столбик сильно выдается из околоцветника; завязь почти сидячая, шаровидная, шероховатая.
Створки коробочки округлые, неглубоко выемчатые, длиной около 3.5 мм.

## Таксономия
Вид Лук тычиночный входит в род Лук (Allium) семейства Луковые (Alliaceae) порядка Спаржецветные (Asparagales).
|  |                                      |  |                                                             |                                                             |                   |  | ещё 24 семейства (согласно Системе APG II) | ещё 24 семейства (согласно Системе APG II) |                     |  |  |  | ещё более 870 видов |
|  |                                      |  |                                                             |                                                             |                   |  | ещё 24 семейства (согласно Системе APG II) | ещё 24 семейства (согласно Системе APG II) |                     |  |  |  | ещё более 870 видов |
|  |                                      |  |                                                             | порядок Спаржецветные                                       |                   |  |                                            |                                            | род Лук             |  |  |  |                     |
|  |                                      |  |                                                             | порядок Спаржецветные                                       |                   |  |                                            |                                            | род Лук             |  |  |  |                     |
|  | отдел Цветковые, или Покрытосеменные |  |                                                             |                                                             | семейство Луковые |  |                                            |                                            | вид Лук тычиночный  |  |  |  |                     |
|  | отдел Цветковые, или Покрытосеменные |  |                                                             |                                                             | семейство Луковые |  |                                            |                                            |                     |  |  |  |                     |
|  |                                      |  | ещё 44 порядка цветковых растений (согласно Системе APG II) | ещё 44 порядка цветковых растений (согласно Системе APG II) |                   |  |                                            | ещё около 300 родов                        | ещё около 300 родов |  |  |  |                     |
|  |                                      |  |                                                             | ещё 44 порядка цветковых растений (согласно Системе APG II) |                   |  |                                            |                                            | ещё около 300 родов |  |  |  |                     |